# Alex Oliveira
Alex de Oliveira, född 21 februari 1988 i Três Rios, är en brasiliansk MMA-utövare som sedan 2015 tävlar i organisationen Ultimate Fighting Championship.